# Chlorissa frequens
Chlorissa frequens là một loài bướm đêm trong họ Geometridae.